# Montezumia analis
Montezumia analis är en stekelart som beskrevs av Henri Saussure 1856. Montezumia analis ingår i släktet Montezumia och familjen Eumenidae. Inga underarter finns listade i Catalogue of Life.